# Witte-Nunatakker
Die Witte-Nunatakker sind eine isolierte Gruppe von Nunatakkern im westantarktischen Ellsworthland. Sie ragen auf halbem Weg zwischen den Sweeney Mountains und den Hauberg Mountains auf.
Der United States Geological Survey kartierte sie anhand eigener Vermessungen und Luftaufnahmen der United States Navy aus den Jahren von 1961 bis 1967. Das Advisory Committee on Antarctic Names benannte sie 1966 nach Paul Frank Witte (1927–2017), Baumechaniker der Überwinterungsmannschaft auf der Eights-Station im Jahr 1964.